# Into the Primitive

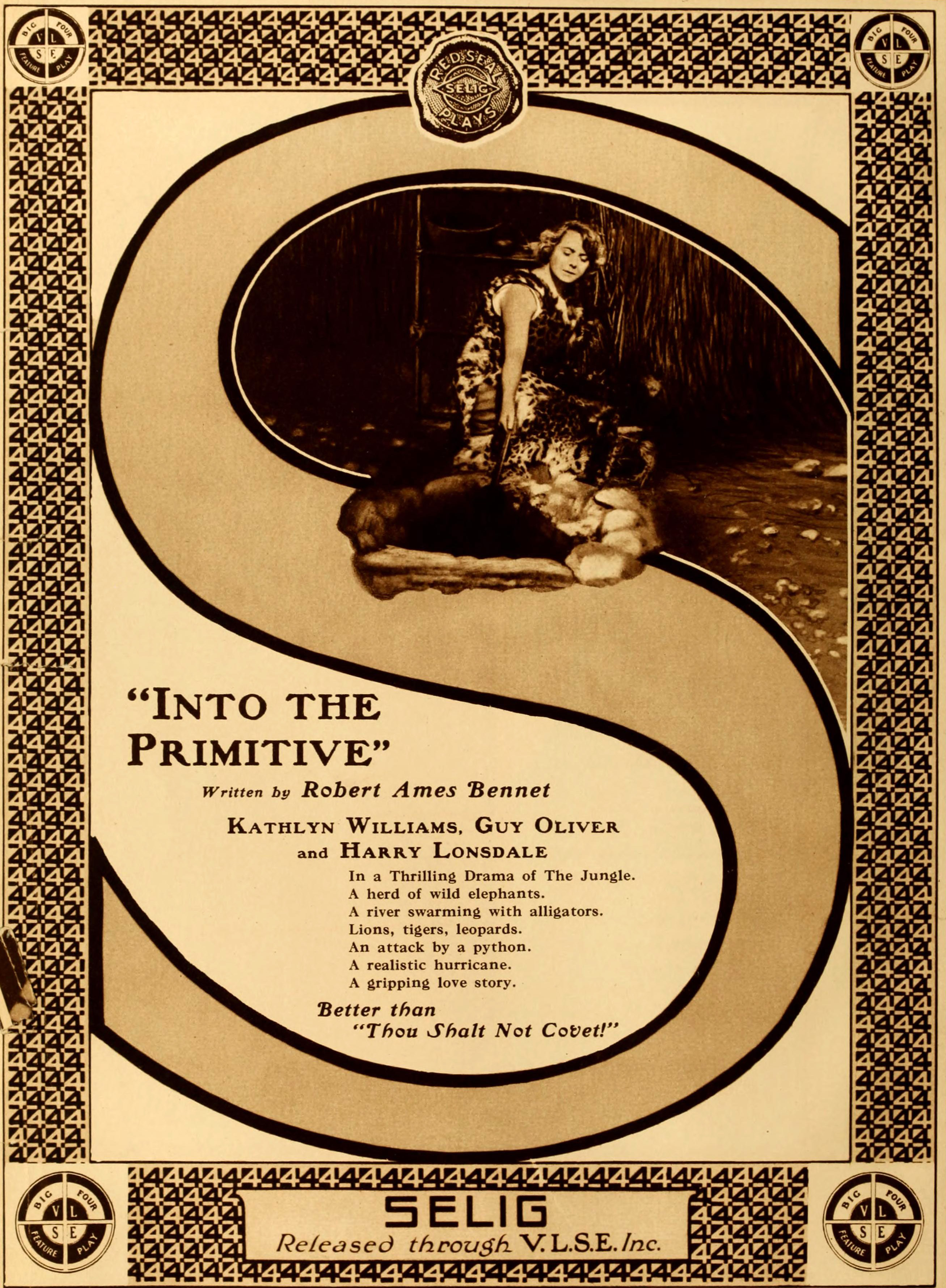
Into the Primitive (1916)

Into the Primitive est un film muet américain réalisé par Thomas N. Heffron et sorti en 1916.

## Fiche technique
- Réalisation : Thomas N. Heffron

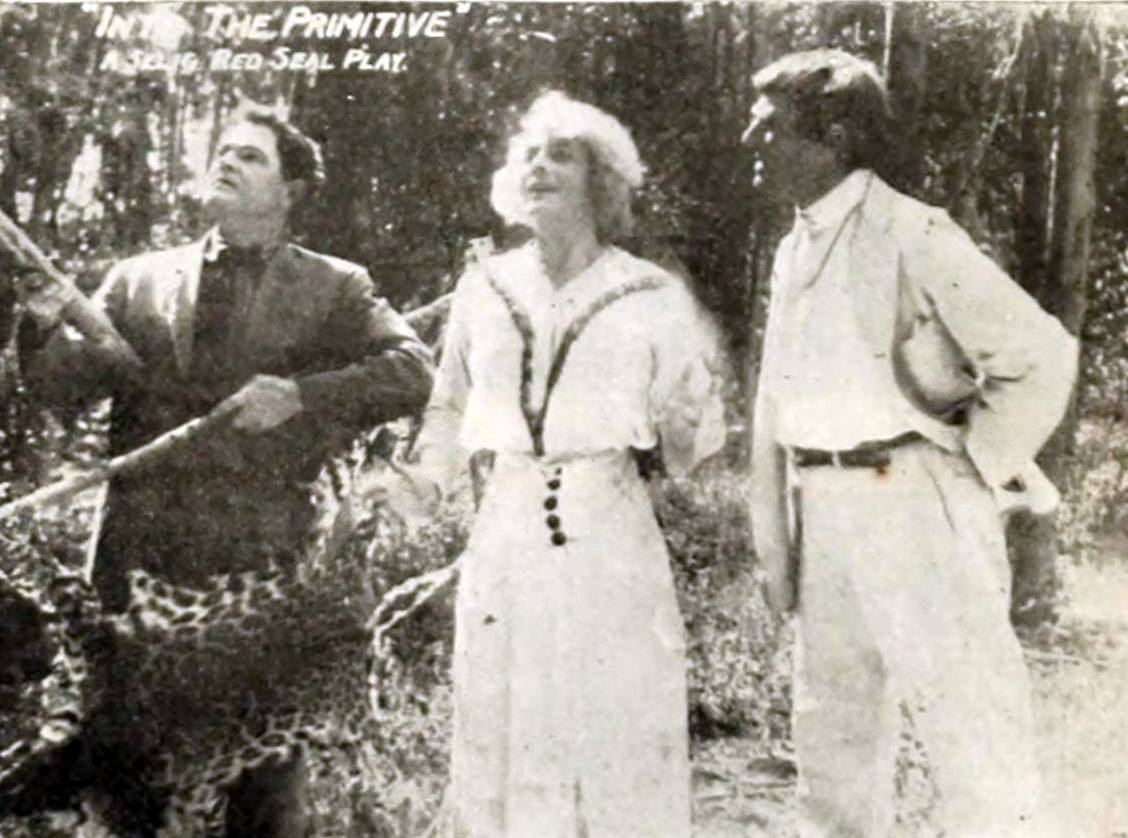
Photographie de plateau

- Scénario : Robert Ames Bennet, d'après son roman
- Chef-opérateur : Clyde Cook
- Date de sortie : États-Unis : 29 mai 1916

## Distribution
- Kathlyn Williams : Jennie Leslie
- Guy Oliver : Thomas Blake
- Harry Lonsdale : Cecil Winthrope